# Acraea terpsicore
Acraea terpsicore is een vlinder uit de familie van de Nymphalidae. De wetenschappelijke naam van de soort is voor het eerst gepubliceerd in 1758 door Carl Linnaeus.
De soort komt voor in India, Sri Lanka, Thailand en Vietnam.